# دیتون لیکس (تگزاس)
دیتون لیکس، تگزاس (به انگلیسی: Dayton Lakes, Texas) شهری در ایالت تگزاس از ایالات جنوبی ایالات متحده آمریکا است. در سرشماری سال ۲۰۰۰، جمعیت این شهر ۱۰۱ نفر اعلام شد.